# Joachim Krüger (Metallurg)
Joachim Krüger (* 16. Juni 1933 in Eberswalde, Brandenburg) ist ein deutscher Metallurg und Hochschulprofessor. Er stammt aus einer schlesischen Familie. Sein Vater war der Ingenieur Max Krüger (1903–1971), seinerzeit bei den Hirsch Kupfer- und Messingwerken in Finow (Messingwerk Finow) tätig. Joachim Krüger ist verheiratet mit Barbara geb. Pyrkosch (* 1936).

## Werdegang
Nach dem Abitur im Jahr 1951 absolvierte Joachim Krüger eine kaufmännische Lehre bei Boehringer in Ingelheim, dann studierte er von 1954 bis 1960 am Institut für Metallhüttenkunde und Elektrometallurgie (IME) der RWTH Aachen bei Helmut Winterhager. Auf die Promotion 1966, über das Thema Vakuummetallurgie folgte 1971 die Habilitation mit einer Arbeit über vakuumtechnische Gewinnung und Raffination von Metallen. Von 1971 bis 1977 war Krüger bei der zur Metallgesellschaft gehörenden Lurgi in Frankfurt am Main im Bereich Anlagenbau tätig.
Zunächst Schüler von Helmut Winterhager wurde er 1977 dessen Nachfolger auf dem Lehrstuhl für Metallhüttenkunde und Elektrometallurgie (IME), den er bis zu seiner Emeritierung 1999 innehatte. Etwa 22 Jahre leitete er das Institut für Metallhüttenkunde mit rund 40 Mitarbeitern. Nachfolger auf dem Lehrstuhl wurde im Jahr 1999 sein Schüler Bernd Friedrich.
1978 und 1979 hatte Krüger noch zwei Lehrstuhlvertretungen an der Montanuniversität Leoben (Steiermark) übernommen. Des Weiteren hatte Krüger zahlreiche Vorträge bzw. Vorlesungen in Belgien, Bolivien, Chile, China, DDR, Finnland, Frankreich, Großbritannien, Japan, Niederlande, Österreich, Polen, Türkei und den USA gehalten.
Joachim Krüger wurde 2004 mit der Georg Agricola-Denkmünze ausgezeichnet.